# فدراسیون جهانی ژیمناستیک

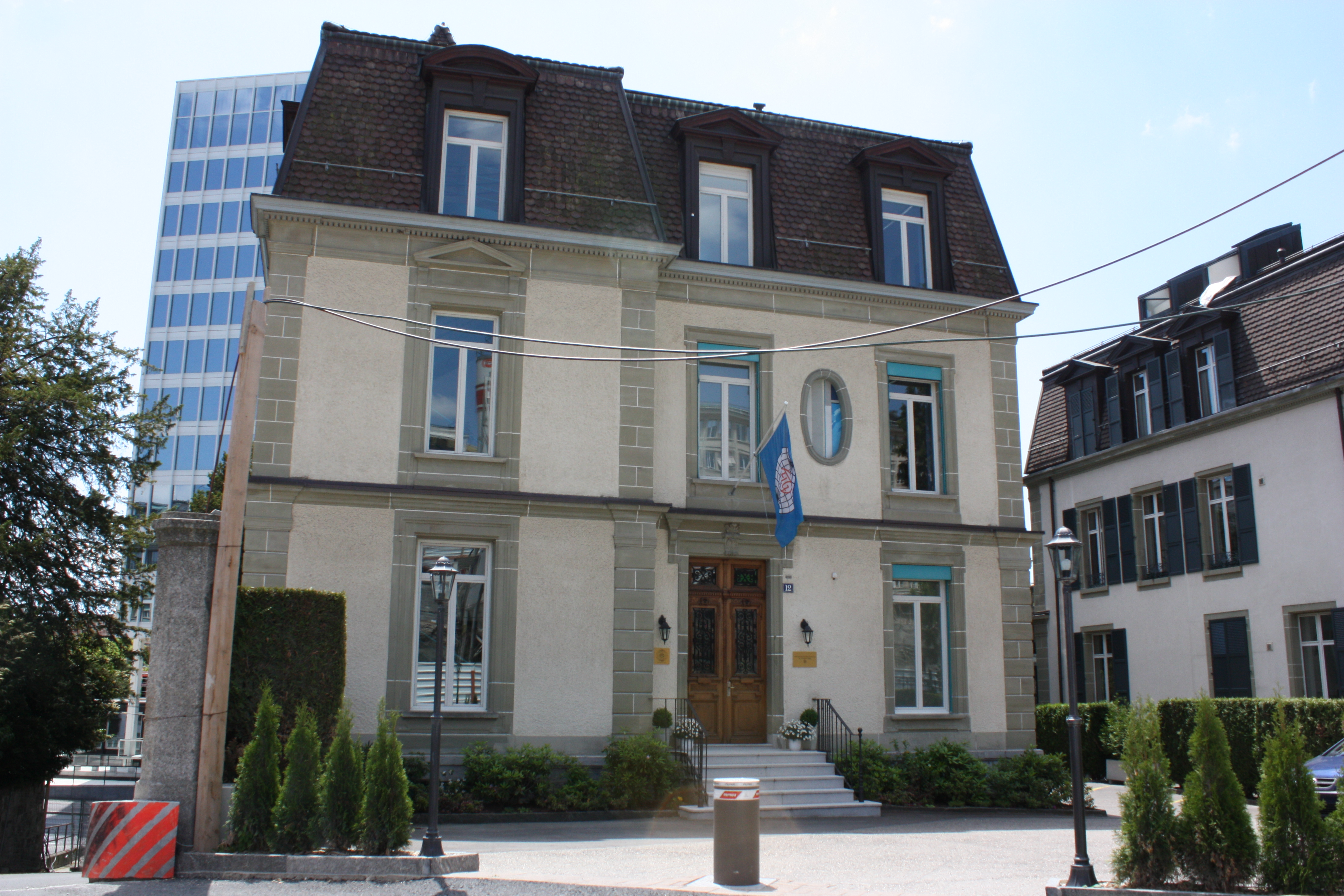
فدراسیون جهانی ژیمناستیک لوزان

فدراسیون جهانی ژیمناستیک (به فرانسوی: Fédération Internationale de Gymnastique) یا اف‌آی‌جی نهاد اصلی اداره‌کننده و برگزاری مسابقات ژیمناستیک در جهان است.
این سازمان در تاریخ ۲۳ ژوئیه ۱۸۸۱ تأسیس شده‌است و مقر آن در لوزان، سوئیس است.
اف‌آی‌جی در ابتدا با نام فدراسیون ژیمناستیک اروپا با عضویت بلژیک، فرانسه و هلند تأسیس شده و در سال ۱۹۲۱ با عضویت کشورهای غیر اروپایی به نام کنونی تغییر نام یافت.
شش رشته زیر زیر نظر فدراسیون جهانی ژیمناستیک فعالیت میکنند:
ژیمناستیک هنری، ژیمناستیک ریتمیک، ژیمناستیک آیروبیک، ژیمناستیک آکروباتیک و ترامپولین

## مسابقات اصلی
- مسابقات در بازی‌های المپیک تابستانی
- مسابقات جهانی ژیمناستیک

### فدراسیون های وابسته
- Gymnastics federation Of IRAN
- Gimnasia Argentina
- Gymnastics Australia
- Fédération Royale Belge de Gymnastique
- Brazilian Gymnastics Federation
- British Gymnastics
- Gymnastics Canada
- Chinese Gymnastics Association
- Czech Gymnastics Federation[پیوند مرده]
- Fédération Française de Gymnastique
- Irish Gymnastics Association
- Federazione Ginnastica d'Italia
- Japan Gymnastic Association بایگانی‌شده  در ۱۷ سپتامبر ۲۰۱۴ توسط Wayback Machine
- Mexican Gymnastics Federation بایگانی‌شده  در ۲۴ آوریل ۲۰۲۱ توسط Wayback Machine
- GymSports New Zealand
- Polish Gymnastic Association
- Romanian Gymnastics Federation
- USA Gymnastics
- Gymnastics Federation of India